# Cantonul Chalamont
Cantonul Chalamont este un canton din arondismentul Bourg-en-Bresse, departamentul Ain, regiunea Rhône-Alpes, Franța.

## Comune
| Comune                 | Populație (1999) | Cod poștal | Cod INSEE |
| ---------------------- | ---------------- | ---------- | --------- |
| Chalamont              | 2.402            | 01320      | 01074     |
| Châtenay               | 346              | 01320      | 01090     |
| Châtillon-la-Palud     | 1.578            | 01320      | 01092     |
| Crans                  | 263              | 01320      | 01129     |
| Le Plantay             | 532              | 01330      | 01299     |
| Saint-Nizier-le-Désert | 889              | 01320      | 01381     |
| Versailleux            | 354              | 01330      | 01434     |
| Villette-sur-Ain       | 669              | 01320      | 01449     |